# Gnathia tridens
Gnathia tridens är en kräftdjursart som beskrevs av Menzies och Barnard 1959. Gnathia tridens ingår i släktet Gnathia och familjen Gnathiidae. Inga underarter finns listade i Catalogue of Life.